# Cattedrali in Iraq
La pagina contiene un elenco delle cattedrali in Iraq.

## Cattedrali cattoliche
| Cattedrale                                         | Arcidiocesi o Diocesi                   | Chiesa                  | Località |
| -------------------------------------------------- | --------------------------------------- | ----------------------- | -------- |
| Cattedrale di San Giorgio                          | Eparchia di Alqosh                      | Chiesa cattolica caldea | Alqosh   |
| Cattedrale di San Giuseppe                         | Arcidiocesi di Baghdad                  | Chiesa latina           | Baghdad  |
| Cattedrale di Nostra Signora di Nareg              | Arcieparchia di Baghdad degli Armeni    | Chiesa armeno-cattolica | Baghdad  |
| Cattedrale di Nostra Signora dei Sette Dolori      | Arcieparchia di Baghdad dei Caldei      | Chiesa cattolica caldea | Baghdad  |
| Cattedrale di Nostra Signora del Perpetuo Soccorso | Arcieparchia di Baghdad dei Siri        | Chiesa cattolica sira   | Baghdad  |
| Cattedrale della Vergine Maria                     | Arcieparchia di Bassora                 | Chiesa cattolica caldea | Bassora  |
| Cattedrale di San Giuseppe                         | Arcieparchia di Arbil                   | Chiesa cattolica caldea | Erbil    |
| Cattedrale della Regina della Pace                 | Eparchia di Adiabene                    | Chiesa cattolica sira   | Erbil    |
| Cattedrale del Sacro Cuore                         | Arcieparchia di Kirkuk                  | Chiesa cattolica caldea | Kirkuk   |
| Cattedrale di San Paolo                            | Arcieparchia di Mosul e Aqra dei Caldei | Chiesa cattolica caldea | Mosul    |
| Cattedrale di San Tommaso                          | Arcieparchia di Mosul dei Siri          | Chiesa cattolica sira   | Mosul    |

## Galleria d'immagini

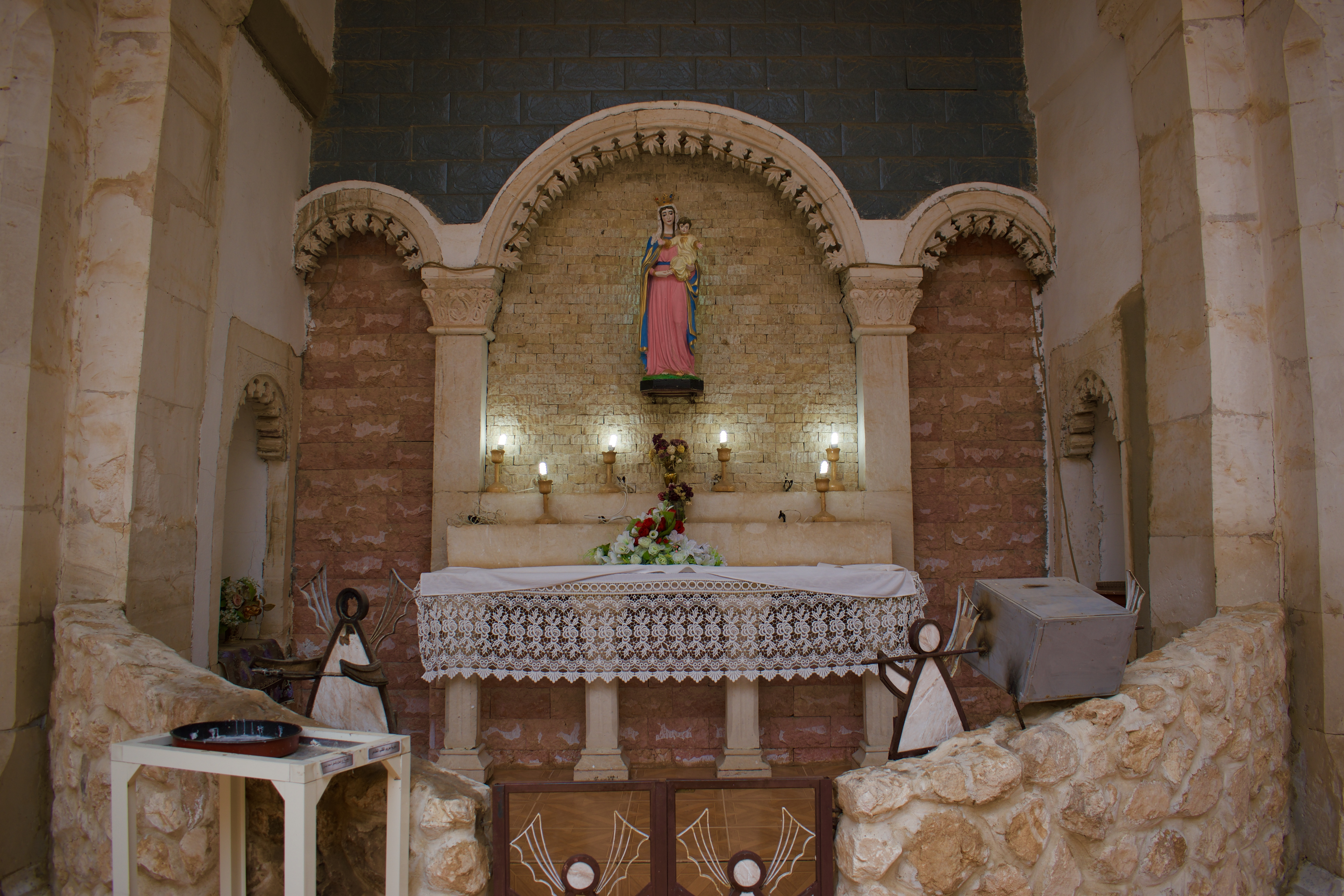
Cattedrale di San Giorgio (Alqosh)
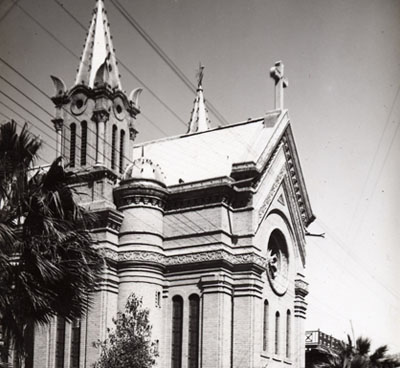
Cattedrale cattolica latina di San Giuseppe (Baghdad)
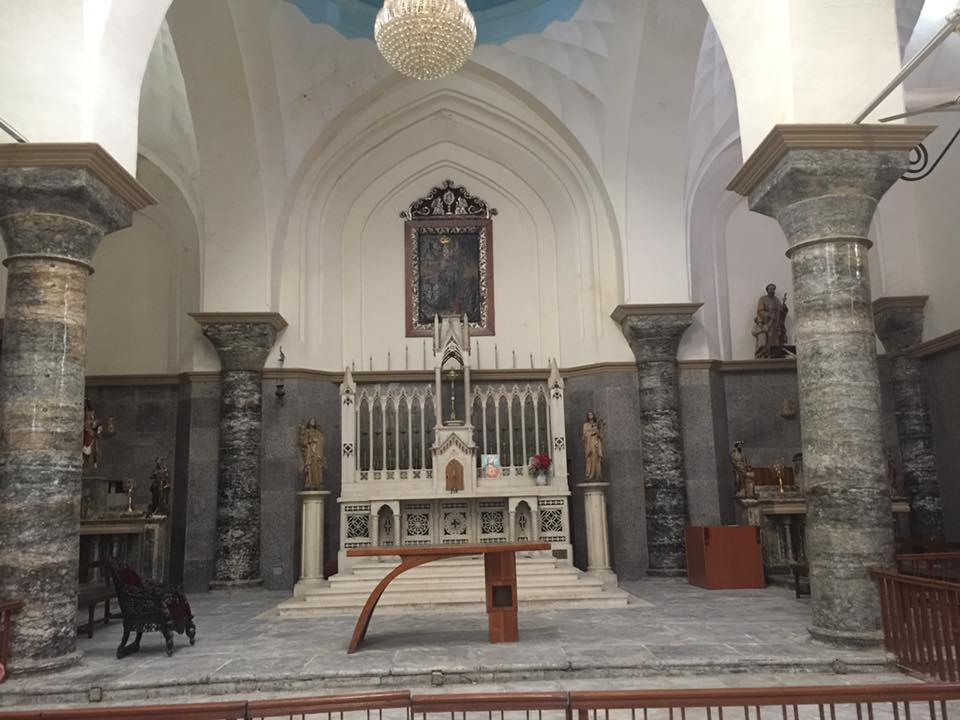
Cattedrale della Nostra Signora del Perpetuo soccorso (Baghdad)
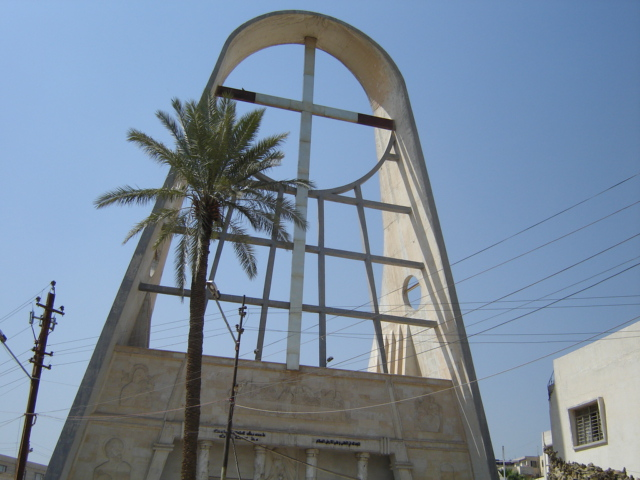
Cattedrale cattolica sira di Nostra Signora della Liberazione  (Baghdad)
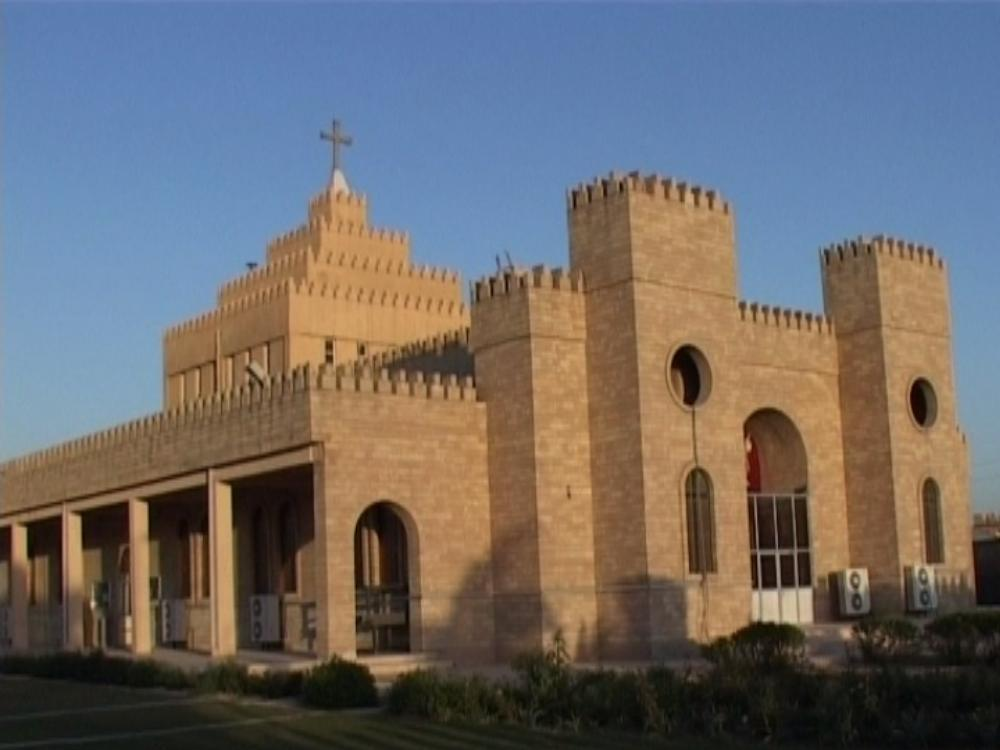
Cattedrale cattolica caldea di San Giuseppe (Erbil)
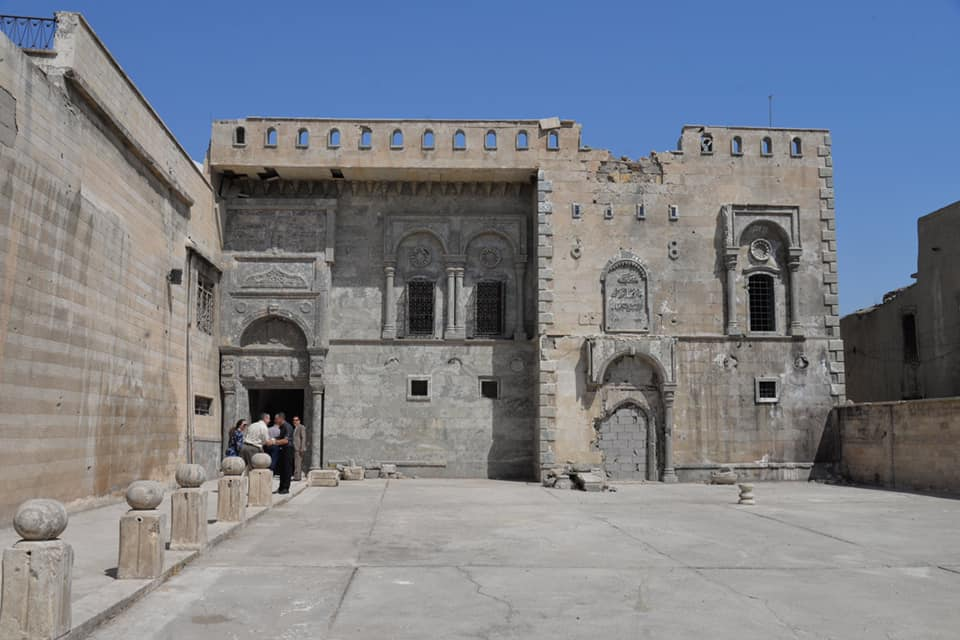
Cattedrale cattolica caldea di San Tommaso (Mosul)